# Liste der Nummer-eins-Hits in den USA (1952)
Dies ist eine Liste der Nummer-eins-Hits in den von Billboard ermittelten Best-Sellers-in-Stores-Charts (Verkaufscharts) in den USA im Jahr 1952. In diesem Jahr gab es zehn Nummer-eins-Singles und acht Nummer-eins-Alben.

## Singles
| ← 1951 ← | Liste der Nummer-eins-Hits in den USA | Liste der Nummer-eins-Hits in den USA                                                               | Liste der Nummer-eins-Hits in den USA                                                                      | 1953 →                    |
| \| Zeitraum \| Wo. ges. \| Interpret \| Titel Autor(en) \| Zusätzliche Informationen \| \| (Zeitraum, Wochen auf Platz eins, Interpret, Titel, Autor[en], zusätzliche Informationen) \| \| \| \| \| \| ----------------------------------------------------------------------------------------- \| -------- \| --------------------------------------------------------------------------------------------------- \| -------------------------------------------------------------------------------------------------------------- \| ------------------------- \| \| 29. Dezember 1951 – 14. März 1952 11 Wochen (insgesamt 11) \| 11 \| Johnnie Ray & The Four Lads \| Cry[1] Churchill Kohlman \| - \| \| 15. März 1952 – 16. Mai 1952 9 Wochen (insgesamt 9) \| 9 \| Kay Starr with Harold Mooney & His Orchestra \| Wheel of Fortune[2] Bennie Benjamin, George David Weiss \| - \| \| 17. Mai 1952 – 6. Juni 1952 3 Wochen (insgesamt 5) \| 5 \| Leroy Anderson & The "Pops" Concert Orchestra \| Blue Tango[3] Leroy Anderson \| - \| \| 7. Juni 1952 – 13. Juni 1952 1 Woche (insgesamt 5/3) \| 5/3 \| Leroy Anderson & The "Pops" Concert Orchestra Al Martino with Monty Kelly & His Orchestra \| Blue Tango Here in My Heart[4] Leroy Anderson Bill Borrelli, Lou Levinson, Pat Genaro \| - \| \| 14. Juni 1952 – 20. Juni 1952 1 Woche (insgesamt 5) \| 5 \| Leroy Anderson & The "Pops" Concert Orchestra \| Blue Tango Leroy Anderson \| - \| \| 21. Juni 1952 – 4. Juli 1952 2 Wochen (insgesamt 3) \| 3 \| Al Martino with Monty Kelly & his Orchestra \| Here in My Heart Bill Borrelli, Lou Levinson, Pat Genaro \| - \| \| 5. Juli 1952 – 11. Juli 1952 1 Woche (insgesamt 1) \| 1 \| Percy Faith & His Orchestra \| Delicado[5] Waldir Azevedo, Jack Lawrence \| - \| \| 12. Juli 1952 – 12. September 1952 9 Wochen (insgesamt 9) \| 9 \| Vera Lynn \| Auf Wiederseh’n, Sweetheart[6] Geoffrey Parsons, Eberhard Storch \| - \| \| 13. September 1952 – 17. Oktober 1952 5 Wochen (insgesamt 5) \| 5 \| Jo Stafford with Paul Weston & His Orchestra \| You Belong to Me[7] Chilton Price, Pee Wee King, Redd Stewart \| - \| \| 18. Oktober 1952 – 21. November 1952 5 Wochen (insgesamt 5) \| 5 \| Patti Page with Jack Rael & His Orchestra \| I Went to Your Wedding[8] Jessie Mae Robinson \| - \| \| 22. November 1952 – 28. November 1952 1 Woche (insgesamt 2) \| 2 \| Johnny Standley with Horace Heidt & His Musical Knights \| It’s in the Book (Parts 1 & 2)[9] Johnny Standley \| - \| \| 29. November 1952 – 5. Dezember 1952 1 Woche (insgesamt 2/4) \| 2/4 \| Johnny Standley with Horace Heidt & His Musical Knights Joni James with Lew Douglas & His Orchestra \| It’s in the Book (Parts 1 & 2) Why Don’t You Believe Me[10] Johnny Standley Lew Douglas, King Laney, Roy Rodde \| - \| \| 6. Dezember 1952 – 26. Dezember 1952 3 Wochen (insgesamt 4) \| 4 \| Joni James with Lew Douglas & His Orchestra \| Why Don’t You Believe Me Lew Douglas, King Laney, Roy Rodde \| - \| \| 27. Dezember 1952 – 9. Januar 1953 2 Wochen (insgesamt 2) \| 2 \| Jimmy Boyd \| I Saw Mommy Kissing Santa Claus[11] Tommie Connor \| - \| |                                       | | |                           |
| ← 1951 |                                       | | | → 1953 →                  |
| Zeitraum | Wo. ges.                              | Interpret                                                                                           | Titel Autor(en)                                                                                            | Zusätzliche Informationen |
| (Zeitraum, Wochen auf Platz eins, Interpret, Titel, Autor[en], zusätzliche Informationen) |                                       | | |                           |
| 29. Dezember 1951 – 14. März 1952 11 Wochen (insgesamt 11) | 11                                    | Johnnie Ray & The Four Lads                                                                         | Cry Churchill Kohlman                                                                                      | -                         |
| 15. März 1952 – 16. Mai 1952 9 Wochen (insgesamt 9) | 9                                     | Kay Starr with Harold Mooney & His Orchestra                                                        | Wheel of Fortune Bennie Benjamin, George David Weiss                                                       | -                         |
| 17. Mai 1952 – 6. Juni 1952 3 Wochen (insgesamt 5) | 5                                     | Leroy Anderson & The "Pops" Concert Orchestra                                                       | Blue Tango Leroy Anderson                                                                                  | -                         |
| 7. Juni 1952 – 13. Juni 1952 1 Woche (insgesamt 5/3) | 5/3                                   | Leroy Anderson & The "Pops" Concert Orchestra Al Martino with Monty Kelly & His Orchestra           | Blue Tango Here in My Heart Leroy Anderson Bill Borrelli, Lou Levinson, Pat Genaro                         | -                         |
| 14. Juni 1952 – 20. Juni 1952 1 Woche (insgesamt 5) | 5                                     | Leroy Anderson & The "Pops" Concert Orchestra                                                       | Blue Tango Leroy Anderson                                                                                  | -                         |
| 21. Juni 1952 – 4. Juli 1952 2 Wochen (insgesamt 3) | 3                                     | Al Martino with Monty Kelly & his Orchestra                                                         | Here in My Heart Bill Borrelli, Lou Levinson, Pat Genaro                                                   | -                         |
| 5. Juli 1952 – 11. Juli 1952 1 Woche (insgesamt 1) | 1                                     | Percy Faith & His Orchestra                                                                         | Delicado Waldir Azevedo, Jack Lawrence                                                                     | -                         |
| 12. Juli 1952 – 12. September 1952 9 Wochen (insgesamt 9) | 9                                     | Vera Lynn                                                                                           | Auf Wiederseh’n, Sweetheart Geoffrey Parsons, Eberhard Storch                                              | -                         |
| 13. September 1952 – 17. Oktober 1952 5 Wochen (insgesamt 5) | 5                                     | Jo Stafford with Paul Weston & His Orchestra                                                        | You Belong to Me Chilton Price, Pee Wee King, Redd Stewart                                                 | -                         |
| 18. Oktober 1952 – 21. November 1952 5 Wochen (insgesamt 5) | 5                                     | Patti Page with Jack Rael & His Orchestra                                                           | I Went to Your Wedding Jessie Mae Robinson                                                                 | -                         |
| 22. November 1952 – 28. November 1952 1 Woche (insgesamt 2) | 2                                     | Johnny Standley with Horace Heidt & His Musical Knights                                             | It’s in the Book (Parts 1 & 2) Johnny Standley                                                             | -                         |
| 29. November 1952 – 5. Dezember 1952 1 Woche (insgesamt 2/4) | 2/4                                   | Johnny Standley with Horace Heidt & His Musical Knights Joni James with Lew Douglas & His Orchestra | It’s in the Book (Parts 1 & 2) Why Don’t You Believe Me Johnny Standley Lew Douglas, King Laney, Roy Rodde | -                         |
| 6. Dezember 1952 – 26. Dezember 1952 3 Wochen (insgesamt 4) | 4                                     | Joni James with Lew Douglas & His Orchestra                                                         | Why Don’t You Believe Me Lew Douglas, King Laney, Roy Rodde                                                | -                         |
| 27. Dezember 1952 – 9. Januar 1953 2 Wochen (insgesamt 2) | 2                                     | Jimmy Boyd                                                                                          | I Saw Mommy Kissing Santa Claus Tommie Connor                                                              | -                         |

## Alben

### 33 ⅓
| ← 1951 ← | Liste der Nummer-eins-Alben in den USA | Liste der Nummer-eins-Alben in den USA        | Liste der Nummer-eins-Alben in den USA | 1953 →                    |
| \| Zeitraum \| Wo. ges. \| Interpret \| Titel \| Zusätzliche Informationen \| \| (Zeitraum, Wochen auf Platz eins, Interpret, Titel, zusätzliche Informationen) \| \| \| \| \| \| ------------------------------------------------------------------------------ \| -------- \| --------------------------------------------- \| --------------------------------- \| ------------------------- \| \| 22. Dezember 1951 – 11. Januar 1952 3 Wochen (insgesamt 3) \| 3 \| Mario Lanza \| Mario Lanza Sings Christmas Songs \| - \| \| 12. Januar 1952 – 21. März 1952 10 Wochen (insgesamt 16) \| 16 \| Original Motion Picture Soundtrack \| An American in Paris \| - \| \| 22. März 1952 – 28. März 1952 1 Woche (insgesamt 1) \| 1 \| Doris Day \| I'll See You in My Dreams \| - \| \| 29. März 1952 – 9. Mai 1952 6 Wochen (insgesamt 16) \| 16 \| Original Motion Picture Soundtrack \| An American in Paris \| - \| \| 10. Mai 1952 – 17. Oktober 1952 23 Wochen (insgesamt 23) \| 23 \| Jane Froman \| With a Song in My Heart \| - \| \| 18. Oktober 1952 – 14. November 1952 4 Wochen (insgesamt 4) \| 4 \| Original Motion Picture Soundtrack \| The Merry Widow \| - \| \| 15. November 1952 – 28. November 1952 2 Wochen (insgesamt 4) \| 4 \| Mario Lanza \| Because You're Mine \| - \| \| 29. November 1952 – 5. Dezember 1952 1 Woche (insgesamt 1) \| 1 \| Liberace \| Liberace at the Piano[12] \| - \| \| 6. Dezember 1952 – 19. Dezember 1952 2 Wochen (insgesamt 4) \| 4 \| Mario Lanza \| Because You're Mine \| - \| \| 20. Dezember 1952 – 13. Februar 1953 8 Wochen (insgesamt 8) \| 8 \| Benny Goodman & his Orchestra, Trio & Quartet \| 1937/38 Jazz Concert No. 2[13] \| - \| |                                        |                                               |                                        |                           |
| ← 1951 |                                        |                                               |                                        | → 1953 →                  |
| Zeitraum | Wo. ges.                               | Interpret                                     | Titel                                  | Zusätzliche Informationen |
| (Zeitraum, Wochen auf Platz eins, Interpret, Titel, zusätzliche Informationen) |                                        |                                               |                                        |                           |
| 22. Dezember 1951 – 11. Januar 1952 3 Wochen (insgesamt 3) | 3                                      | Mario Lanza                                   | Mario Lanza Sings Christmas Songs      | -                         |
| 12. Januar 1952 – 21. März 1952 10 Wochen (insgesamt 16) | 16                                     | Original Motion Picture Soundtrack            | An American in Paris                   | -                         |
| 22. März 1952 – 28. März 1952 1 Woche (insgesamt 1) | 1                                      | Doris Day                                     | I'll See You in My Dreams              | -                         |
| 29. März 1952 – 9. Mai 1952 6 Wochen (insgesamt 16) | 16                                     | Original Motion Picture Soundtrack            | An American in Paris                   | -                         |
| 10. Mai 1952 – 17. Oktober 1952 23 Wochen (insgesamt 23) | 23                                     | Jane Froman                                   | With a Song in My Heart                | -                         |
| 18. Oktober 1952 – 14. November 1952 4 Wochen (insgesamt 4) | 4                                      | Original Motion Picture Soundtrack            | The Merry Widow                        | -                         |
| 15. November 1952 – 28. November 1952 2 Wochen (insgesamt 4) | 4                                      | Mario Lanza                                   | Because You're Mine                    | -                         |
| 29. November 1952 – 5. Dezember 1952 1 Woche (insgesamt 1) | 1                                      | Liberace                                      | Liberace at the Piano                  | -                         |
| 6. Dezember 1952 – 19. Dezember 1952 2 Wochen (insgesamt 4) | 4                                      | Mario Lanza                                   | Because You're Mine                    | -                         |
| 20. Dezember 1952 – 13. Februar 1953 8 Wochen (insgesamt 8) | 8                                      | Benny Goodman & his Orchestra, Trio & Quartet | 1937/38 Jazz Concert No. 2             | -                         |

### 45
| ← 1951 ← | Liste der Nummer-eins-Alben in den USA | Liste der Nummer-eins-Alben in den USA                                | Liste der Nummer-eins-Alben in den USA         | 1953 →                    |
| \| Zeitraum \| Wo. ges. \| Interpret \| Titel \| Zusätzliche Informationen \| \| (Zeitraum, Wochen auf Platz eins, Interpret, Titel, zusätzliche Informationen) \| \| \| \| \| \| ------------------------------------------------------------------------------ \| -------- \| --------------------------------------------------------------------- \| ---------------------------------------------- \| ------------------------- \| \| 29. Dezember 1951 – 11. Januar 1952 2 Wochen (insgesamt 2) \| 2 \| Mario Lanza \| Mario Lanza Sings Christmas Songs \| - \| \| 12. Januar 1952 – 14. März 1952 9 Wochen (insgesamt 12) \| 12 \| Original Motion Picture Soundtrack \| An American in Paris \| - \| \| 15. März 1952 – 11. April 1952 4 Wochen (insgesamt 4) \| 4 \| Doris Day \| I’ll See You in My Dreams \| - \| \| 12. April 1952 – 2. Mai 1952 3 Wochen (insgesamt 12) \| 12 \| Original Motion Picture Soundtrack \| An American in Paris \| - \| \| 3. Mai 1952 – 24. Oktober 1952 25 Wochen (insgesamt 25) \| 25 \| Jane Froman \| With a Song in My Heart \| - \| \| 25. Oktober 1952 – 31. Oktober 1952 1 Woche (insgesamt 1) \| 1 \| Liberace \| Liberace at the Piano \| - \| \| 1. November 1952 – 7. November 1952 1 Woche (insgesamt 2/1) \| 2/1 \| Liberace Eddie Fisher with Hugo Winterhalter & his Orchestra & Chorus \| Liberace at the Piano I'm in the Mood for Love \| - \| \| 8. November 1952 – 26. Dezember 1952 7 Wochen (insgesamt 8) \| 8 \| Eddie Fisher with Hugo Winterhalter & his Orchestra & Chorus \| I’m in the Mood for Love \| - \| |                                        |                                                                       |                                                |                           |
| ← 1951 |                                        |                                                                       |                                                | → 1953 →                  |
| Zeitraum | Wo. ges.                               | Interpret                                                             | Titel                                          | Zusätzliche Informationen |
| (Zeitraum, Wochen auf Platz eins, Interpret, Titel, zusätzliche Informationen) |                                        |                                                                       |                                                |                           |
| 29. Dezember 1951 – 11. Januar 1952 2 Wochen (insgesamt 2) | 2                                      | Mario Lanza                                                           | Mario Lanza Sings Christmas Songs              | -                         |
| 12. Januar 1952 – 14. März 1952 9 Wochen (insgesamt 12) | 12                                     | Original Motion Picture Soundtrack                                    | An American in Paris                           | -                         |
| 15. März 1952 – 11. April 1952 4 Wochen (insgesamt 4) | 4                                      | Doris Day                                                             | I’ll See You in My Dreams                      | -                         |
| 12. April 1952 – 2. Mai 1952 3 Wochen (insgesamt 12) | 12                                     | Original Motion Picture Soundtrack                                    | An American in Paris                           | -                         |
| 3. Mai 1952 – 24. Oktober 1952 25 Wochen (insgesamt 25) | 25                                     | Jane Froman                                                           | With a Song in My Heart                        | -                         |
| 25. Oktober 1952 – 31. Oktober 1952 1 Woche (insgesamt 1) | 1                                      | Liberace                                                              | Liberace at the Piano                          | -                         |
| 1. November 1952 – 7. November 1952 1 Woche (insgesamt 2/1) | 2/1                                    | Liberace Eddie Fisher with Hugo Winterhalter & his Orchestra & Chorus | Liberace at the Piano I'm in the Mood for Love | -                         |
| 8. November 1952 – 26. Dezember 1952 7 Wochen (insgesamt 8) | 8                                      | Eddie Fisher with Hugo Winterhalter & his Orchestra & Chorus          | I’m in the Mood for Love                       | -                         |

## Jahreshitparaden
| ← 1951 ← | Liste der Nummer-eins-Hits in den USA | Liste der Nummer-eins-Hits in den USA | Liste der Nummer-eins-Hits in den USA | 1953 →   |
| \| Singles \| Position# \| Alben \| \| ------------------------------------------------------------------------------------------------------- \| --------- \| ----- \| \| Blue Tango Leroy Anderson & The "Pops" Concert Orchestra Leroy Anderson \| 1 \| … \| \| Wheel of Fortune Kay Starr with Harold Mooney & His Orchestra Bennie Benjamin, George David Weiss \| 2 \| … \| \| Cry Johnnie Ray & The Four Lads Churchill Kohlman \| 3 \| … \| \| You Belong to Me Jo Stafford with Paul Weston & His Orchestra Chilton Price, Pee Wee King, Redd Stewart \| 4 \| … \| \| Auf Wiederseh’n, Sweetheart Vera Lynn Geoffrey Parsons, Eberhard Storch \| 5 \| … \| \| Half As Much Rosemary Clooney with Percy Faith & His Orchestra Curley Williams \| 6 \| … \| \| Wish You Were Here Eddie Fisher with Hugo Winterhalter & His Orchestra Harold Rome \| 7 \| … \| \| I Went to Your Wedding Patti Page with Jack Rael & His Orchestra Jessie Mae Robinson \| 8 \| … \| \| Here in My Heart Al Martino with Monty Kelly & His Orchestra Bill Borrelli, Lou Levinson, Pat Genaro \| 9 \| … \| \| Delicado Percy Faith & His Orchestra Waldir Azevedo, Jack Lawrence \| 10 \| … \| |                                       |                                       |                                       |          |
| ← 1951 |                                       |                                       |                                       | → 1953 → |
| Singles | Position#                             | Alben                                 |                                       |          |
| Blue Tango Leroy Anderson & The "Pops" Concert Orchestra Leroy Anderson | 1                                     | …                                     |                                       |          |
| Wheel of Fortune Kay Starr with Harold Mooney & His Orchestra Bennie Benjamin, George David Weiss | 2                                     | …                                     |                                       |          |
| Cry Johnnie Ray & The Four Lads Churchill Kohlman | 3                                     | …                                     |                                       |          |
| You Belong to Me Jo Stafford with Paul Weston & His Orchestra Chilton Price, Pee Wee King, Redd Stewart | 4                                     | …                                     |                                       |          |
| Auf Wiederseh’n, Sweetheart Vera Lynn Geoffrey Parsons, Eberhard Storch | 5                                     | …                                     |                                       |          |
| Half As Much Rosemary Clooney with Percy Faith & His Orchestra Curley Williams | 6                                     | …                                     |                                       |          |
| Wish You Were Here Eddie Fisher with Hugo Winterhalter & His Orchestra Harold Rome | 7                                     | …                                     |                                       |          |
| I Went to Your Wedding Patti Page with Jack Rael & His Orchestra Jessie Mae Robinson | 8                                     | …                                     |                                       |          |
| Here in My Heart Al Martino with Monty Kelly & His Orchestra Bill Borrelli, Lou Levinson, Pat Genaro | 9                                     | …                                     |                                       |          |
| Delicado Percy Faith & His Orchestra Waldir Azevedo, Jack Lawrence | 10                                    | …                                     |                                       |          |